# Liste der Baudenkmäler in Wielenbach

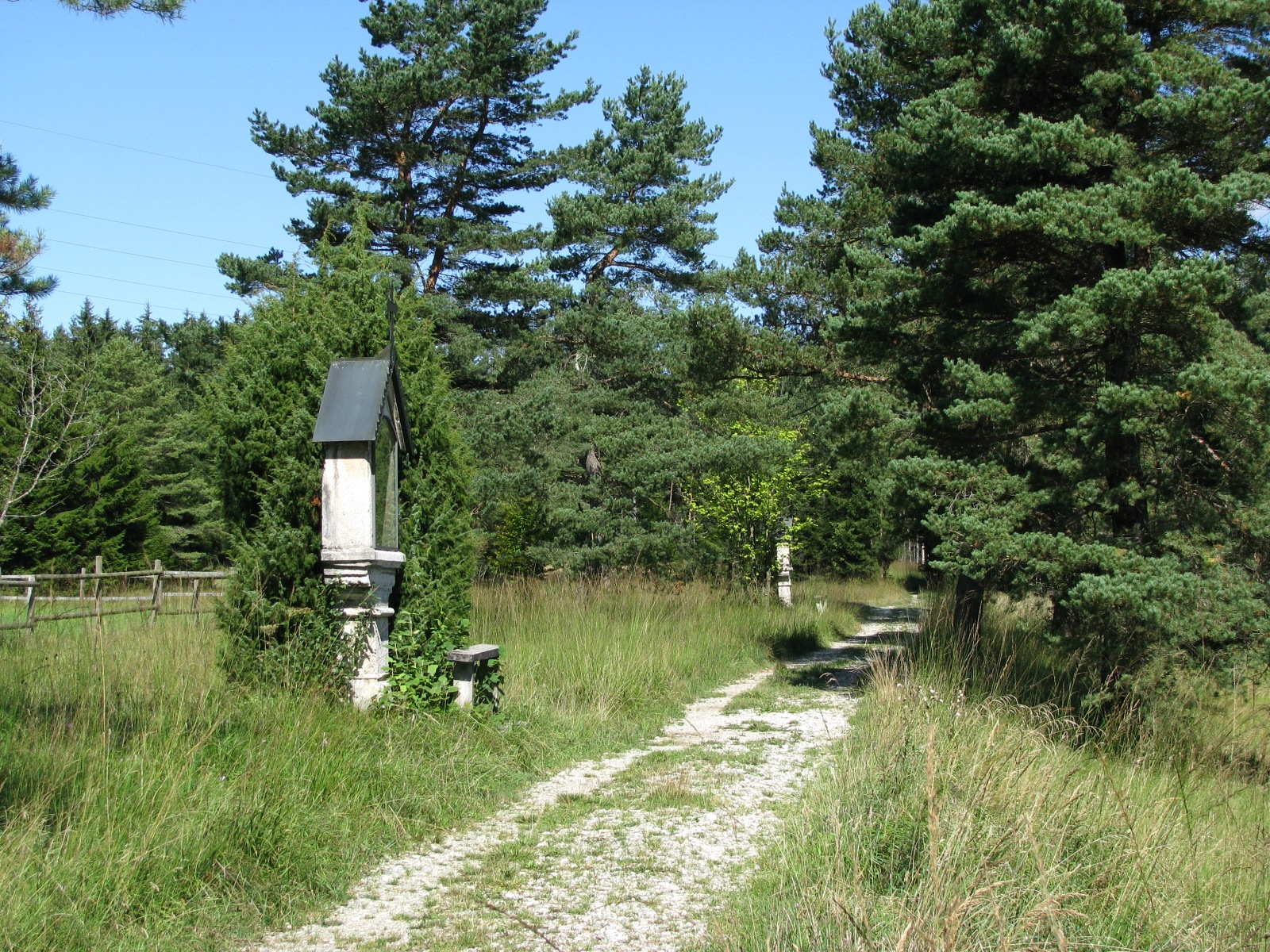
Kreuzweg an der Hardtkapelle in der Gemeinde Wielenbach

Auf dieser Seite sind die Baudenkmäler in der oberbayerischen Gemeinde Wielenbach zusammengestellt. Diese Tabelle ist eine Teilliste der Liste der Baudenkmäler in Bayern. Grundlage ist die Bayerische Denkmalliste, die auf Basis des Bayerischen Denkmalschutzgesetzes vom 1. Oktober 1973 erstmals erstellt wurde und seither durch das Bayerische Landesamt für Denkmalpflege geführt wird. Die folgenden Angaben ersetzen nicht die rechtsverbindliche Auskunft der Denkmalschutzbehörde.

## Baudenkmäler nach Ortsteilen

### Wielenbach
| Lage                                                         | Objekt                            | Beschreibung | Akten-Nr.    | Bild           |
| ------------------------------------------------------------ | --------------------------------- | --- | ------------ | -------------- |
| An der Ecke Rudolf-Seeberger-Allee/Zugspitzstraße (Standort) | Katholische Kapelle St. Petrus    | Katholische Kapelle, Chor 1716, Langhaus 1883; mit Ausstattung. | D-1-90-159-2 | weitere Bilder |
| Kirchstraße 6 (Standort)                                     | Katholische Pfarrkirche St. Peter | Katholische Pfarrkirche, Turmunterbau spätromanisch, Chor 1563, Langhaus 1723 von Joseph Schmuzer, 1970/71 bis auf Westwand durch Neubau ersetzt; mit Ausstattung. | D-1-90-159-1 | weitere Bilder |
| Rudolf-Seeberger-Allee 22 (Standort)                         | Bauernhaus                        | Bauernhaus mit Flachsatteldach und kräftigem Traufbundwerk, Ende 18. Jahrhundert.                                                                                  | D-1-90-159-6 | BW             |
| An der Ammer (Standort)                                      | Wegkapelle                        | 1688 erbaut, 1871 erneuert; mit Ausstattung. | D-1-90-159-7 | BW             |

### Bauerbach
| Lage                                   | Objekt                    | Beschreibung | Akten-Nr.     | Bild           |
| -------------------------------------- | ------------------------- | --- | ------------- | -------------- |
| An der Straße nach Bernried (Standort) | Bildstock                 | 18./19. Jahrhundert. | D-1-90-159-10 | BW             |
| Dorfstraße (Standort)                  | Filialkirche St. Leonhard | Im Kern 1548, Langhaus 1709 barockisiert, Chor 1735/36 wohl von Joseph Schmuzer; mit Ausstattung. Friedhofsmauer mit starken Deckplatten aus Tuffstein, 18./19. Jahrhundert. | D-1-90-159-8  | weitere Bilder |
| Dorfstraße 7 (Standort)                | Medaillonfresken          | Auf der östlichen Giebelseite zwei Medaillonfresken, Ende 18. Jahrhundert.                                                                                                   | D-1-90-159-9  | BW             |

### Hardt
| Lage                                   | Objekt            | Beschreibung | Akten-Nr.               | Bild              |
| -------------------------------------- | ----------------- | --- | ----------------------- | ----------------- |
| Hardt (Standort)                       | Hardtkapelle      | Katholische Wallfahrtskapelle Maria Hilf, sogenannte Hardtkapelle, verputzter Saalbau mit stark eingezogenem Polygonalchor und Westturm mit Spitzhelm, von Wilhelm Caspares, 1865/66 erbaut; mit Ausstattung. | D-1-90-159-12           | weitere Bilder    |
| Hardt, nördlich der Kapelle (Standort) | Kreuzwegstationen | Vierzehn Kreuzwegstationen, Tuffsteingehäuse mit farbigen Tonreliefs, um 1870/90. | D-1-90-159-12 zugehörig | Kreuzwegstationen |

### Haunshofen
| Lage                        | Objekt                             | Beschreibung                                                                                        | Akten-Nr.     | Bild           |
| --------------------------- | ---------------------------------- | --------------------------------------------------------------------------------------------------- | ------------- | -------------- |
| Hauptstraße 14 (Standort)   | Pfarrhaus                          | Ehemaliges Pfarrhaus mit flachem Walmdach, erbaut nach 1812.                                        | D-1-90-159-15 | BW             |
| Hauptstraße 15 (Standort)   | Getreidekasten                     | Zugehörig erdgeschossiger Getreidekasten, Ende 16. Jahrhundert.                                     | D-1-90-159-16 | BW             |
| In Haunshofen (Standort)    | Katholische Pfarrkirche St. Gallus | Neubau 1754, Turm 1953; mit Ausstattung.                                                            | D-1-90-159-13 | weitere Bilder |
| Thalfeldstraße 2 (Standort) | Getreidekasten                     | Zugehörig zweigeschossiger Getreidekasten, Anfang 17. Jahrhundert und bezeichnet mit dem Jahr 1794. | D-1-90-159-17 | BW             |

### Moosschwaige
| Lage                      | Objekt          | Beschreibung                                                                               | Akten-Nr.     | Bild |
| ------------------------- | --------------- | ------------------------------------------------------------------------------------------ | ------------- | ---- |
| Moosschwaige 1 (Standort) | Kleinbauernhaus | Ehemaliges Kleinbauernhaus, verputzter Blockbau mit Flachsatteldach, Ende 18. Jahrhundert. | D-1-90-159-18 | BW   |

### Wilzhofen
| Lage                               | Objekt                                | Beschreibung | Akten-Nr.     | Bild |
| ---------------------------------- | ------------------------------------- | --- | ------------- | ---- |
| Alte Münchner Straße 10 (Standort) | Tür                                   | Geschnitzte Füllungstür nach Süden, bezeichnet mit dem Jahr 1850. | D-1-90-159-20 | BW   |
| Alte Münchner Straße 14 (Standort) | Katholische Filialkirche St. Valentin | Im Kern spätgotisch, 1631 umgebaut, um 1700 barockisiert; mit Ausstattung. Alte Teile der Friedhofsmauer, westlich Quadermauer mit Tuffdeckplatten, 17./18. Jahrhundert; südlich verputzte Bruch- oder Backsteinmauer, wohl 18. Jahrhundert. | D-1-90-159-19 | BW   |
| Hollerberg 1 (Standort)            | Landhaus                              | Landhaus mit flachem Mansardwalmdach, Ende 19. Jahrhundert. | D-1-90-159-21 | BW   |